# Deutscher Sängerbund

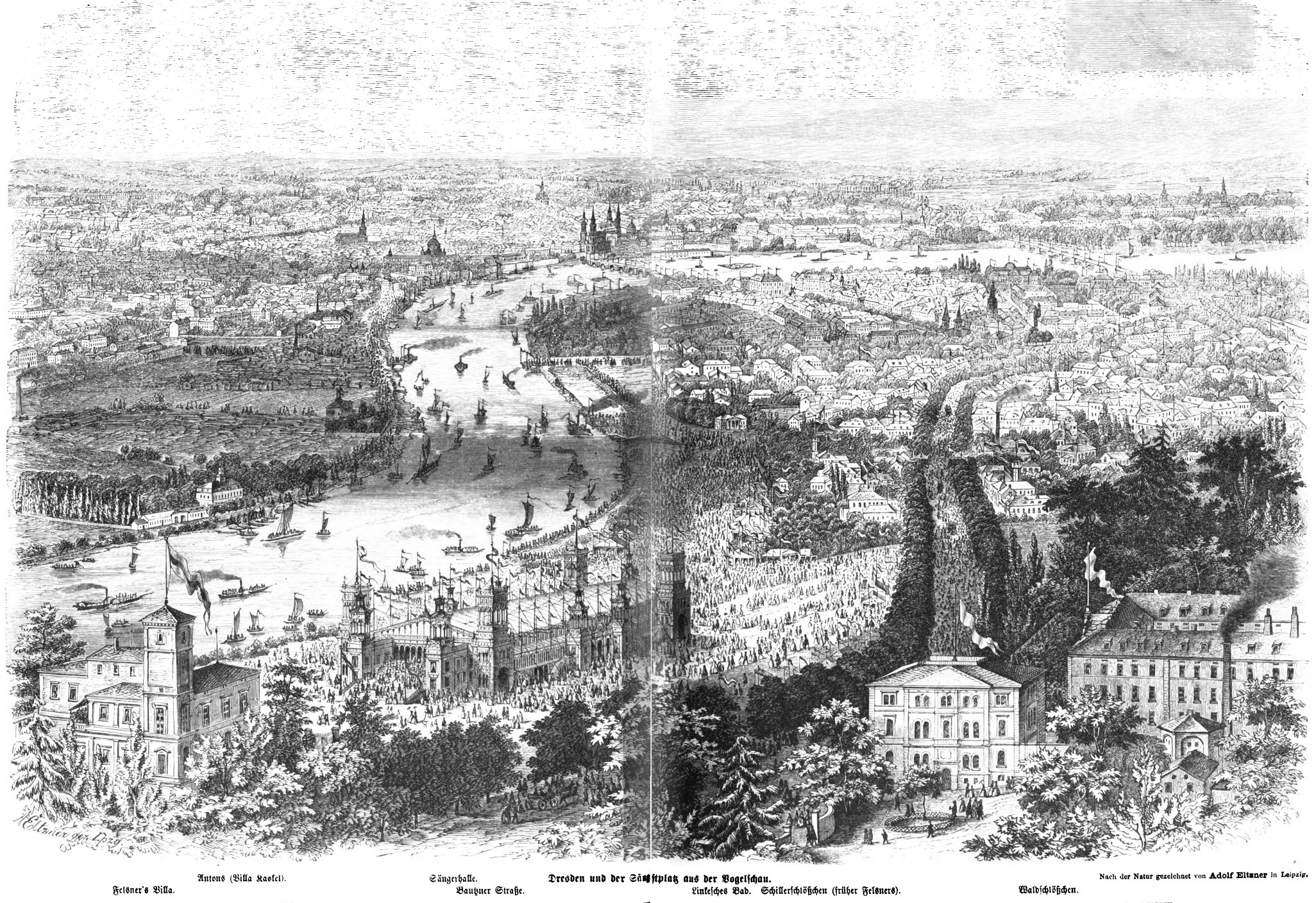
Sängerhalle des 1. Deutschen Sängerbundesfestes 1865 auf der Waldschlößchenwiese in Dresden

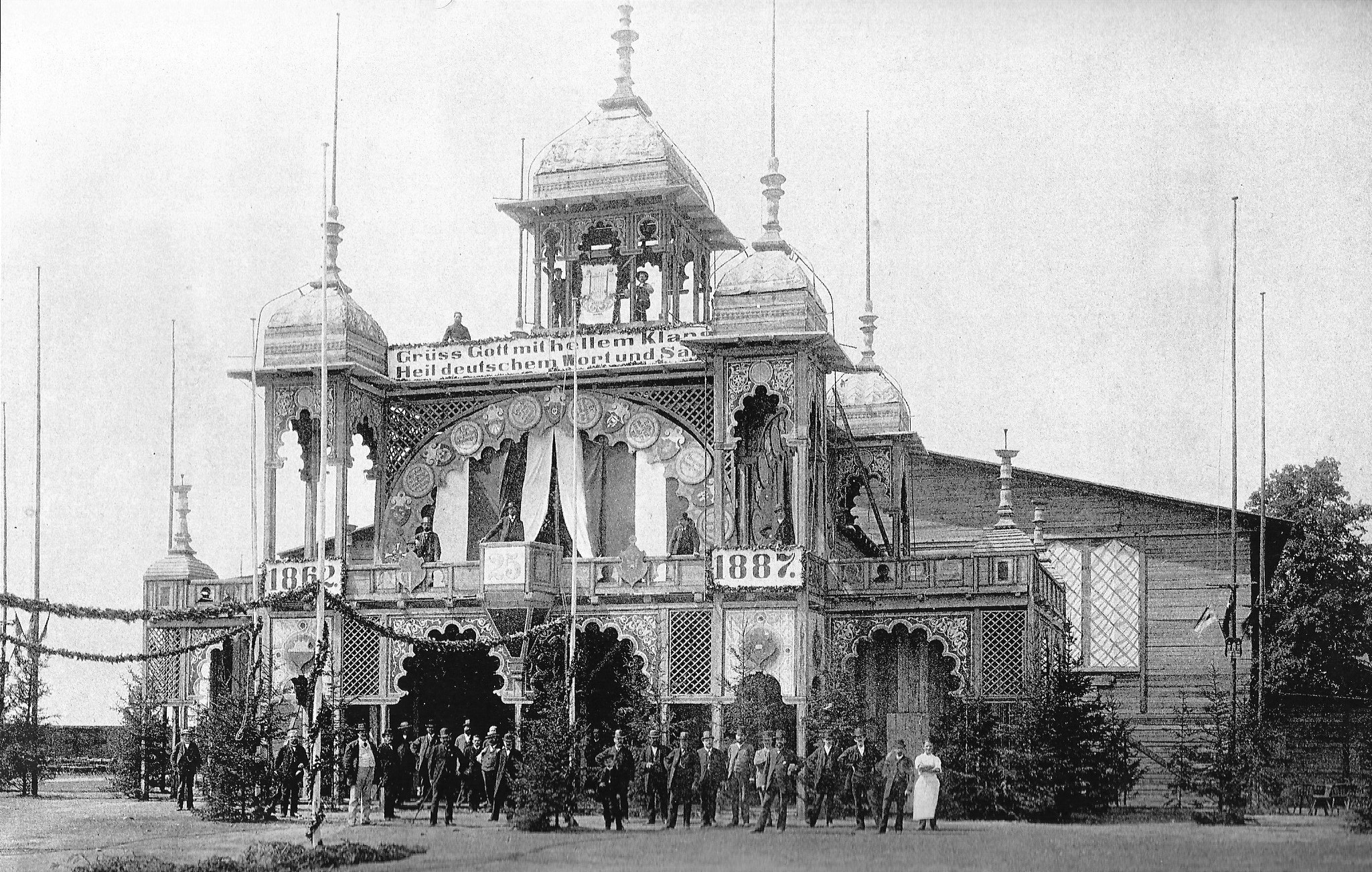
Sängerfesthalle im Sommer 1887 auf dem Burgfeld zu Lübeck zum 25-jährigen Jubiläum des DSB

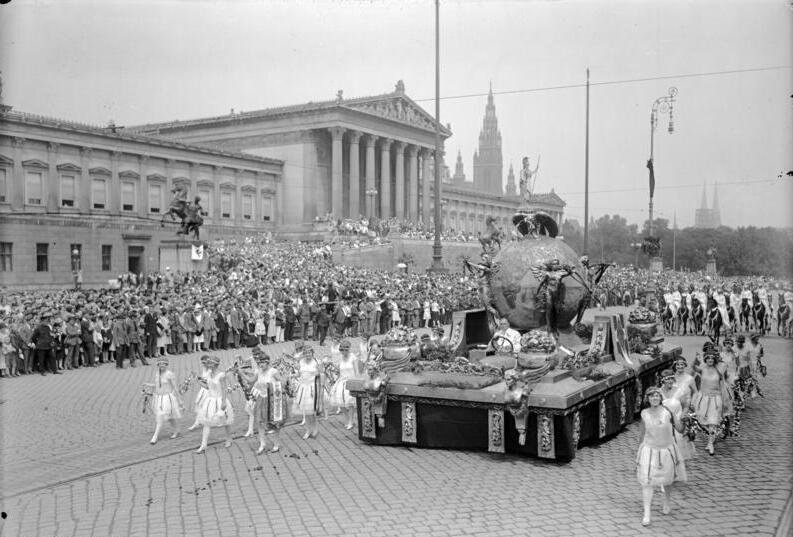
Umzug zum Sängerbund-Fest 1928 in Wien

Der Deutsche Sängerbund (DSB) wurde am 21. September 1862 unter anderem von Carl Gerster in Coburg gegründet und war der weltgrößte Laienchorverband. Als eigenständiger Verband existierte er bis zum Jahr 2005 und vereinigte 1,8 Millionen Mitglieder in nahezu 22.000 Chören sowie an Chören angeschlossenen Instrumental- und Tanzgruppen in Deutschland und im Ausland.

## Geschichte

### Sängerbundfeste
Nachdem bereits im Juli 1861 durch Gerster ein großdeutsches Sängerfest in Nürnberg ausgerichtet worden war, fand 1865 in Dresden das erste Deutsche Sängerbundfest statt. An dem viertägigen Fest nahmen etwa 16.000 Sänger teil. In einer extra errichteten, 155 Meter langen und 70 Meter breiten Festhalle fanden 20.000 Besucher Platz. 200.000 Besucher begleiteten einen Festumzug von der Innenstadt zum Festgelände unterhalb der Waldschlößchen-Brauerei. Insgesamt besuchten 300.000 Menschen die Veranstaltungen des Festes, an das heute die im November 1865 gepflanzte Sängereiche an Ort und Stelle erinnert.
Beim Fest wurde der Versuch unternommen, einen Dachverband Akademischer Gesangvereine und Liedertafeln zu gründen. Erster Vorsitzender des DSB wurde Otto Elben.
Liste der Sängerbundesfeste:
1. Deutsches Sängerbundesfest, 1865 in Dresden[2]
2. Deutsches Sängerbundesfest, 1874 in München
3. Deutsches Sängerbundesfest, 1882 in Hamburg
4. Deutsches Sängerbundesfest, 1890 in Wien[3]
5. Deutsches Sängerbundesfest, 1896 in Stuttgart
6. Deutsches Sängerbundesfest, 1902 in Graz
7. Deutsches Sängerbundesfest, 1907 in Breslau
8. Deutsches Sängerbundesfest, 1912 in Nürnberg
9. Deutsches Sängerbundesfest, 1924 in Hannover
10. Deutsches Sängerbundesfest, 1928 in Wien[4]
11. Deutsches Sängerbundesfest, 1932 in Frankfurt am Main
12. Deutsches Sängerbundesfest, 1937 in Breslau
13. Deutsches Sängerbundesfest, 1951 in Mainz
14. Deutsches Sängerbundesfest, 1956 in Stuttgart
15. Deutsches Sängerbundesfest, 1962 in Essen
16. Deutsches Sängerbundesfest, 1968 in Stuttgart
17. Chorfest des Deutschen Sängerbundes, 1976 in Berlin
18. Chorfest des Deutschen Sängerbundes, 1983 in Hamburg
19. Chorfest des Deutschen Sängerbundes, 1992 in Köln
20. Chorfest des Deutschen Sängerbundes, 2003 in Berlin

Nach dem Übergang in den Deutschen Chorverband 2005 endet die lange Tradition der Sängerbundfeste. An ihre Stelle tritt das Deutsche Chorfest, das 2008 in Bremen, 2012 in Frankfurt am Main, 2016 in Stuttgart, 2022 in Leipzig sowie 2025 in Nürnberg durchgeführt wurde.

## Präsidenten
- 1955–1957 Edmund Konsek

### Übergang in den Deutschen Chorverband
Am 26. Februar 2005 beschloss der Sängertag des Deutschen Sängerbundes die Verschmelzung mit dem Deutschen Allgemeinen Sängerbund zum Deutschen Chorverband. Nachdem am nächsten Tag der Sängertag des Deutschen Allgemeinen Sängerbundes der Vereinigung zugestimmt hatte, wurde am 28. Februar der neue Verband gegründet.